# Heterogonium novoguineense
Heterogonium novoguineense är en ormbunkeart som beskrevs av Holtt. Heterogonium novoguineense ingår i släktet Heterogonium och familjen Tectariaceae. Inga underarter finns listade.